# Старший державний радник
Ста́рший держа́вний ра́дник (яп. 大納言, だいなごん, дай-наґон; おおいものもうすつかさ, ої-моно-мосу-цукаса) — Найстарший Імператорський радник в Японії.
1. Посада у Великій державній раді, Імператорському уряді до-модерної Японії. Молодше лівого, правого міністрів і міністра печатки. Особа, яка займала її, брала участь у нарадах Великої державної ради і заміняла міністрів за їх відсутності. Надавалася чиновникам 3 рангу. Скасована 1868 року.
2. Посада заснована 1869 року при Великій державній раді, Імператорському уряді періоду реставрації Мейдзі. Особи, яка займали її, були другими за значенням високопосадовцями в державі після правого і лівого міністра. Разом із цими міністрами та Імператорськими радниками вони визначали основний політичний, економічний і соціальний курс Японії. Ліквідована 1871 року у зв'язку із реформою державного апарату.

## Список
- 1545—1546: Коное Сакіхіса (тимчасовий старший державний радник).
- 1575—1576: Ода Нобунаґа (тимчасовий старший державний радник)
- 1869: Івакура Томомі
- Токудадзі Санецуне